# 菲利普·卡蒂奥
菲利普·卡蒂奥（法語：Philippe Cattiau，1892年7月28日—1962年2月18日），法国男子击剑运动员。他曾参加1920年、1924年、1928年、1932年和1936年五届奥运会，共获得3枚金牌、4枚银牌和1枚铜牌。